# Camponotus versicolor
Camponotus versicolor é uma espécie de inseto do gênero Camponotus, pertencente à família Formicidae.